# Campeonato de Flandes 2021
La 105.ª edición de la clásica ciclista Campeonato de Flandes (nombre oficial: Kampioenschap van Vlaanderen) se celebró en Bélgica el 17 de septiembre de 2021 sobre un recorrido de 186 kilómetros con inicio y final en la ciudad de Koolskamp en la provincia de Flandes Occidental.
La carrera formó parte del UCI Europe Tour 2021, dentro de la categoría 1.1, y fue ganada por el corredor belga Jasper Philipsen del equipo Alpecin-Fenix. Finalizó en segundo lugar el neerlandés Dylan Groenewegen (Jumbo-Visma) y en tercer lugar el estonio Martin Laas (Bora-Hansgrohe).

## Equipos participantes
Tomaron parte en la carrera 23 equipos: 8 de categoría UCI WorldTeam, 7 de categoría UCI ProTeam y 8 de categoría Continental. Formaron así un pelotón de 160 ciclistas de los que acabaron 145. Los equipos participantes fueron:
| WorldTeams (8)- Deceuninck-Quick Step - Jumbo-Visma - Bora-Hansgrohe - Intermarché-Wanty-Gobert Matériaux - Lotto Soudal - Team DSM - Qhubeka NextHash - Trek-Segafredo ProTeams (7)- Alpecin-Fenix - Bingoal Pauwels Sauces WB - Rally Cycling - Sport Vlaanderen-Baloise - Arkéa-Samsic - TotalEnergies - Uno-X Pro Cycling Team Equipos continentales (8)- À Bloc CT - BEAT Cycling - Black Spoke - EvoPro Racing - SEG Racing Academy - Tarteletto-Isorex - Team BridgeLane - Xelliss-Roubaix Lille Métropole |
| |

## Clasificación final
- Las clasificaciones finalizaron de la siguiente forma:[3]

| \| Clasificación general \| Clasificación general \| Clasificación general \| Clasificación general \| Clasificación general \| \| Ciclista \| Ciclista \| Equipo \| Tiempo \| \| \| --------------------- \| --------------------- \| ---------------------------------- \| --------------------- \| --------------------- \| \| 1.º \| Jasper Philipsen \| Alpecin-Fenix \| 4 h 11 min 14 s \| \| \| 2.º \| Dylan Groenewegen \| Jumbo-Visma \| + 0 s \| \| \| 3.º \| Martin Laas \| Bora-Hansgrohe \| + 0 s \| \| \| 4.º \| Matteo Moschetti \| Trek-Segafredo \| + 0 s \| \| \| 5.º \| Niccolò Bonifazio \| TotalEnergies \| + 0 s \| \| \| 6.º \| Baptiste Planckaert \| Intermarché-Wanty-Gobert Matériaux \| + 0 s \| \| \| 7.º \| Wessel Krul \| SEG Racing Academy \| + 0 s \| \| \| 8.º \| Mārtiņš Pluto \| À Bloc CT \| + 0 s \| \| \| 9.º \| Nathan Vandepitte \| Bingoal WB Development \| + 0 s \| \| \| 10.º \| Stanisław Aniołkowski \| Bingoal Pauwels Sauces WB \| + 0 s \| \| |                       |                                    |                 |
| |                       |                                    |                 |
| |                       |                                    |                 |
| Clasificación general |                       |                                    |                 |
| Ciclista | Ciclista              | Equipo                             | Tiempo          |
| 1.º | Jasper Philipsen      | Alpecin-Fenix                      | 4 h 11 min 14 s |
| 2.º | Dylan Groenewegen     | Jumbo-Visma                        | + 0 s           |
| 3.º | Martin Laas           | Bora-Hansgrohe                     | + 0 s           |
| 4.º | Matteo Moschetti      | Trek-Segafredo                     | + 0 s           |
| 5.º | Niccolò Bonifazio     | TotalEnergies                      | + 0 s           |
| 6.º | Baptiste Planckaert   | Intermarché-Wanty-Gobert Matériaux | + 0 s           |
| 7.º | Wessel Krul           | SEG Racing Academy                 | + 0 s           |
| 8.º | Mārtiņš Pluto         | À Bloc CT                          | + 0 s           |
| 9.º | Nathan Vandepitte     | Bingoal WB Development             | + 0 s           |
| 10.º | Stanisław Aniołkowski | Bingoal Pauwels Sauces WB          | + 0 s           |

## UCI World Ranking
El Campeonato de Flandes otorgó puntos para el UCI World Ranking para corredores de los equipos en las categorías UCI WorldTeam, UCI ProTeam y Continental. Las siguientes tablas son el baremo de puntuación y los 10 corredores que obtuvieron más puntos:
| Posición   | 1.º | 2.º | 3.º | 4.º | 5.º | 6.º | 7.º | 8.º | 9.º | 10.º | 11.º | 12.º | 13.º-15.º | 16.º-25.º |
| Puntuación | 125 | 85  | 70  | 60  | 50  | 40  | 35  | 30  | 25  | 20   | 15   | 10   | 5         | 3         |

| Clasificación |                       |                                    |        |
| Posición      | Ciclista              | Equipo                             | Puntos |
| ------------- | --------------------- | ---------------------------------- | ------ |
| 1.º           | Jasper Philipsen      | Alpecin-Fenix                      | 125    |
| 2.º           | Dylan Groenewegen     | Jumbo-Visma                        | 85     |
| 3.º           | Martin Laas           | Bora-Hansgrohe                     | 70     |
| 4.º           | Matteo Moschetti      | Trek-Segafredo                     | 60     |
| 5.º           | Niccolò Bonifazio     | TotalEnergies                      | 50     |
| 6.º           | Baptiste Planckaert   | Intermarché-Wanty-Gobert Matériaux | 40     |
| 7.º           | Wessel Krul           | SEG Racing Academy                 | 35     |
| 8.º           | Mārtiņš Pluto         | À Bloc CT                          | 30     |
| 9.º           | Nathan Vandepitte     | Bingoal Pauwels Sauces WB          | 25     |
| 10.º          | Stanisław Aniołkowski | Bingoal Pauwels Sauces WB          | 20     |